# Мињар
Мињар (рус. Миньяр) град је у Русији у Чељабинској области. Према попису становништва из 2010. у граду је живело 10194 становника.

## Становништво
| 1939. | 1959.  | 1970.  | 1979.  | 1989.  | 2002.  | 2010.  |
| ----- | ------ | ------ | ------ | ------ | ------ | ------ |
| 9.849 | 15.389 | 13.512 | 12.486 | 12.930 | 11.032 | 10.194 |